# Martin Hvastija
Martin Hvastija (Ljubljana, 30 de noviembre de 1969) es un ciclista esloveno que fue profesional de 1996 a 2005.

## Palmarés
1994
- Campeonato de Eslovenia en Ruta

1997
- 3 etapas del Circuito Montañés
- Gran Premio de Kranj

1998
- 1 etapa del Gran Premio de Kranj

2000
- G. P. Umag 4

2001
- 1 etapa de la Vuelta a Andalucía[1]
- Circuit de l'Escaut

2004
- 1 etapa de la Carrera de la Paz

2005
- Gran Premio de Kranj

## Resultados en Grandes Vueltas y Campeonatos del Mundo
| Carrera              | Carrera              | 1996 | 1997  | 1998 | 1999 | 2000  | 2001  | 2002  | 2003 | 2004 | 2005 |
| -------------------- | -------------------- | ---- | ----- | ---- | ---- | ----- | ----- | ----- | ---- | ---- | ---- |
|                      | Giro de Italia       | —    | 59.º  | 88.º | 75.º | —     | 105.º | —     | Ab.  | —    | —    |
|                      | Tour de Francia      | —    | —     | —    | —    | —     | —     | 128.º | —    | Ab.  | —    |
|                      | Vuelta a España      | 99.º | 110.º | Ab.  | —    | 114.º | Ab.   | —     | —    | Ab.  | —    |
| Mundial en Ruta      | Mundial en Ruta      | —    | Ab.   | 18.º | Ab.  | —     | —     | —     | —    | —    | —    |
| Mundial Contrarreloj | Mundial Contrarreloj | —    | —     | 12.º | 24.º | 23.º  | —     | —     | —    | —    | —    |

 —: no participa

Ab.: abandono